# ۱۹۶۲

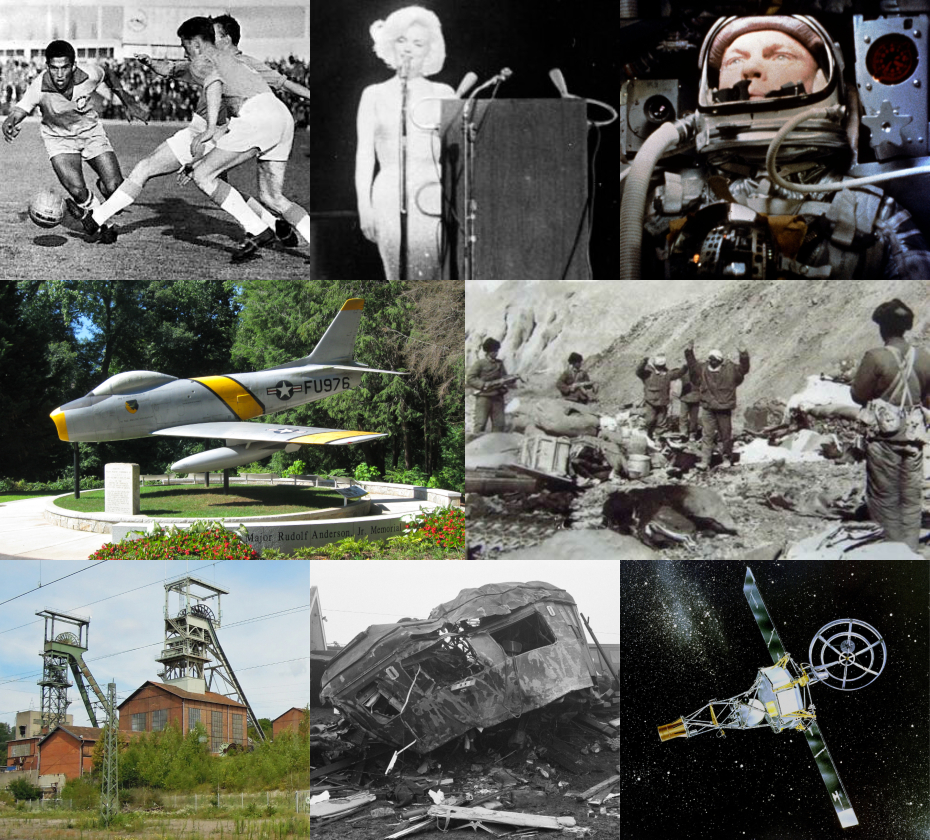

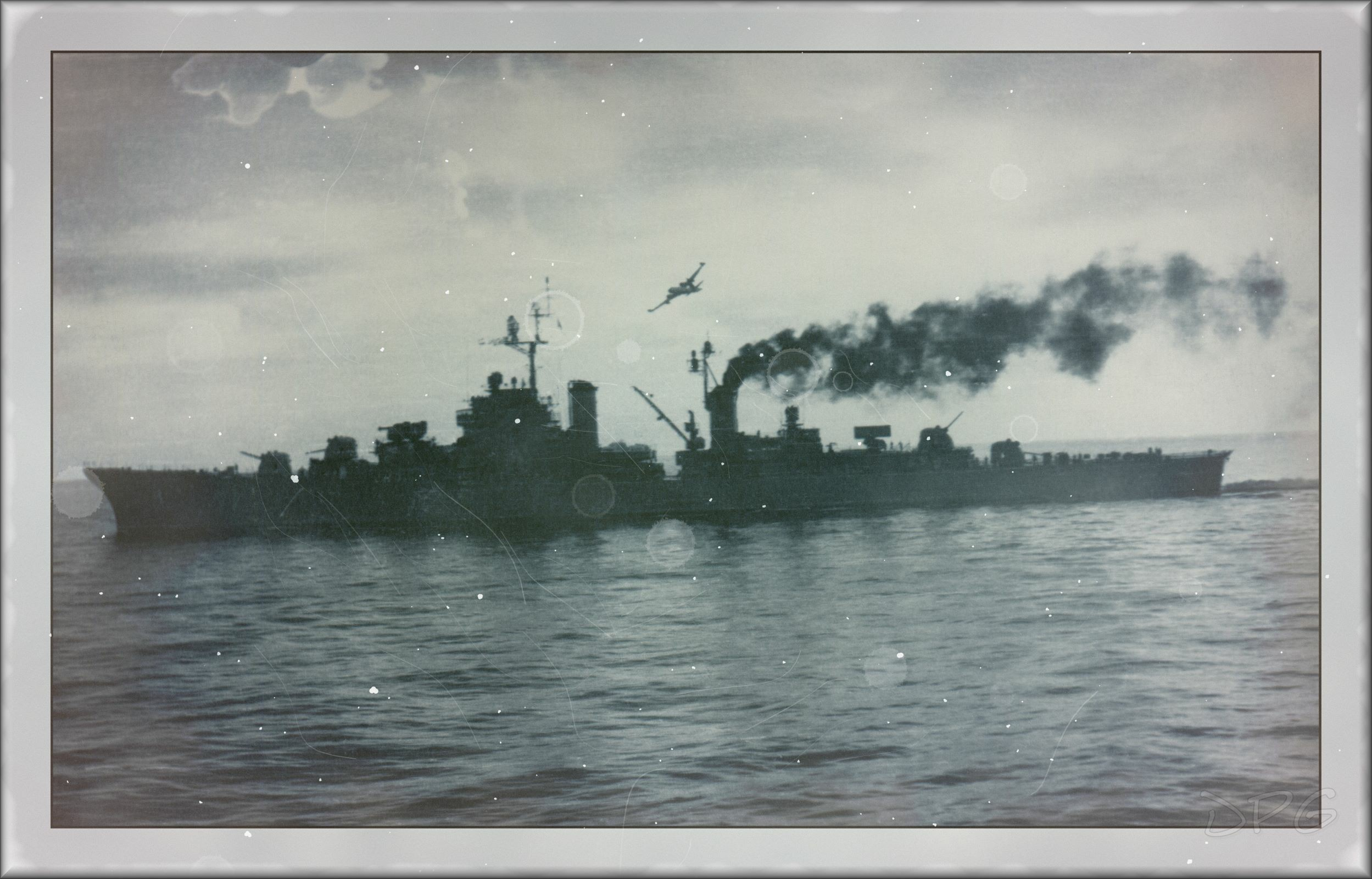
سال ۱۹۶۲

سال ۱۹۶۲ (هزار و نهصد و شصت و دو) میلادی، دومین سال از دههٔ ۱۹۶۰ در  سدهٔ ۲۰ میلادی بود.

## رویدادها
- ۵ ژوئیه – اعلام استقلال الجزایر از فرانسه
- ۱۷ ژوئیه – تهران - علی امینی از مقام نخست‌وزیری استعفا داد.
- ۱۹ ژوئیه – تهران - محمدرضا شاه پهلوی اسدالله علم را به نخست‌وزیری منصوب کرد.
- ۱ سپتامبر – قزوین – زمین‌لرزه ۳۰۰ دهکده را ویران کرد. عزای ملی اعلام شد.

## زادروزها

### ژانویه
- ۳ ژانویه – گای پرت، آهنگساز و بازیگر بریتانیایی
- ۵ ژانویه – سوزی آمیس، بازیگر آمریکایی
- ۱۰ ژانویه – سمیره سعید، خوانندهٔ مراکشی
- ۱۱ ژانویه – کیم کوول، بازیگر آمریکایی
- ۱۴ ژانویه – مایکل مکول، سیاست‌مدار و وکیل آمریکایی
- ۱۷ ژانویه – جیم کری، بازیگر کانادایی

### فوریه
- ۴ فوریه – کلینت بلک، خواننده ـ ترانه‌سرا و موسیقی‌دان آمریکایی
- ۵ فوریه – جنیفر جیسن لی، تهیه‌کننده، فیلمنامه‌نویس، بازیگر، و کارگردان آمریکایی
- ۶ فوریه – اکسل رز، خوانندهٔ آمریکایی
- ۹ فوریه – لولو فراری، مجری تلویزیونی، بازیگر، و بازیگر پورنوگرافی فرانسوی (د. ۲۰۰۰)
- ۱۱ فوریه – شریل کرو، خواننده-ترانه‌سرا، معلم، گیتاریست، پیانیست، موسیقی‌دان، بازیگر، آهنگساز، و خوانندهٔ آمریکایی
- ۱۷ فوریه – لو دایموند فیلیپس، فیلمنامه‌نویس، بازیگر، و کارگردان آمریکایی
- ۱۸ فوریه – جولی استراین، بازیگر و مدل آمریکایی
- ۲۷ فوریه – آدام بالدوین، بازیگر آمریکایی

### مارس
- ۱۱ مارس – باربارا آلین وودز، بازیگر آمریکایی
- ۲۰ مارس – استیون سامرز، فیلمنامه‌نویس، تهیه‌کننده، و کارگردان آمریکایی
- ۲۵ مارس – مارسیا کراس، بازیگر آمریکایی
- ۲۶ مارس – جان استاکتون، بازیکن بسکتبال و ورزشکار آمریکایی
- ۸ مارس – کیم اونگ یونگ، نابغه ی کره ای

### آوریل
- ۱۱ آوریل – وینسنت گالو، خواننده، بازیگر، گیتاریست، و کارگردان آمریکایی
- ۱۳ آوریل – جنیفر رابین (هنرپیشه زن)، بازیگر و مدل آمریکایی
- ۲۳ آوریل – جان هانا (بازیگر)، بازیگر بریتانیایی

### مه
- ۱۰ مه – دیوید فینچر، تهیه‌کننده، بازیگر، و کارگردان آمریکایی
- ۲۴ مه – جین آنتونی ری، بازیگر آمریکایی (د. ۲۰۰۳)

### ژوئن
- ۱۶ ژوئن – آرنولد وسلو، بازیگر اهل آفریقای جنوبی

### ژوئیه
- ۱ ژوئیه – آندره بروگر، بازیگر آمریکایی
- ۳ ژوئیه – تام کروز بازیگر و تهیه کننده آمریکایی
- ۱۶ ژوئیه – گریگوری لپس، خواننده ـ ترانه‌سرا و خوانندهٔ روسی
- ۱۹ ژوئیه – آنتونی ادواردز، تهیه‌کننده و بازیگر آمریکایی
- ۲۱ ژوئیه – راب مورو، بازیگر و کارگردان آمریکایی

### اوت
- ۲ اوت – سینتیا استیونسون، بازیگر آمریکایی
- ۴ اوت – راجر کلمنس، بازیکن بیسبال و ورزشکار آمریکایی
- ۵ اوت – پاتریک اوینگ، بازیکن بسکتبال و مربی بسکتبال آمریکایی
- ۶ اوت – میشل یئو، بازیگر اهل مالزی
- ۷ اوت – مایکل ویکاث، نوازندهٔ گیتار، آهنگساز و موسیقیدان، یکی از اعضای اولیهٔ گروه هلووین اهل آلمان
- ۱۳ اوت – جان اسلتری، فیلمنامه‌نویس، بازیگر، و کارگردان آمریکایی
- ۱۸ اوت – فلیپه کالدرون، سیاست‌مدار مکزیکی
- ۲۱ اوت – آفندی بوانگ، فرمانده نظامی اهل مالزی
- ۲۵ اوت – ترزا اندرو، ورزشکار آمریکایی
- ۳۰ اوت – آلکساندر لیتوینینکو، نویسنده روسی

### سپتامبر
- ۱ سپتامبر – رود گولیت، بازیکن فوتبال هلندی
- ۶ سپتامبر – کریس کریستی، وکیل آمریکایی
- ۸ سپتامبر – توماس کرتشمن، بازیگر آلمانی
- ۱۷ سپتامبر – باز لورمن، تهیه‌کننده، فیلمنامه‌نویس، بازیگر، و کارگردان استرالیایی
- ۲۱ سپتامبر – راب مورو، بازیگر و کارگردان آمریکایی
- ۲۵ سپتامبر – آیدا تورتورو، بازیگر آمریکایی
- ۲۷ سپتامبر – کیمبرلی کارسون، بازیگر و بازیگر پورنوگرافی آمریکایی
- ۳۰ سپتامبر – فرانک ریکارد، بازیکن فوتبال و مربی فوتبال هلندی

### اکتبر
- ۱ اکتبر – اسای مورالس، بازیگر آمریکایی
- ۲ اکتبر – آجی کومار، سیاستمدار اهل هند
- ۱۱ اکتبر – جون کیوسک، فیلمنامه‌نویس و بازیگر آمریکایی
- ۲۶ اکتبر – کری الویس، بازیگر بریتانیایی
- ۲۸ اکتبر – دافنه زونیگا، بازیگر آمریکایی

### نوامبر
- ۱۵ نوامبر – جودی گلد، بازیگر آمریکایی
- ۱۸ نوامبر – کرک همت، گیتاریست آمریکایی
- ۱۹ نوامبر – جودی فاستر، بازیگر، کارگردان و تهیه‌کنندهٔ آمریکایی
- ۲۱ نوامبر – استون کورتیز چپمن، خواننده-ترانه‌سرا، موسیقی‌دان، بازیگر، و خوانندهٔ آمریکایی
- ۲۳ نوامبر – نیکلاس مادورو، دیپلمات اهل ونزوئلا
- ۲۸ نوامبر – جان استوارت (مجری تلویزیونی)، مجری تلویزیونی، فیلمنامه‌نویس، بازیگر، نویسنده، و کارگردان آمریکایی
- ۲۹ نوامبر – اندرو مک‌کارتی، بازیگر، فیلمنامه‌نویس، تهیه‌کننده، و کارگردان آمریکایی

### دسامبر
- ۶ دسامبر – جنین ترنر، بازیگر آمریکایی
- ۲۲ دسامبر – رالف فاینس، صداپیشه، بازیگر، و کارگردان بریتانیایی
- ۳۰ دسامبر – الساندرا موسولینی، بازیگر و سیاست‌مدار ایتالیایی
- ۳۱ دسامبر – لنس ردیک، بازیگر آمریکایی

## درگذشت‌ها
- ۶ ژوئیه – ویلیام فاکنر (به انگلیسی: William Faulkner) ‏ (زاده ۱۸۹۷) رمان‌نویس آمریکایی و برندهٔ جایزهٔ نوبل ادبیات.
- ۵ اوت – مرلین مونرو هنرپیشه آمریکایی (زادهٔ ۱ ژوئن ۱۹۲۶)
- ۱ ژانویه – ادموند گواژاک، آهنگساز اهل فرانسه (ز. ۱۸۹۵)
- ۲۹ ژانویه – فریتز کرایسلر، آهنگساز اتریشی (ز. ۱۸۷۵)
- ۱ فوریه – کری ویلسون (نویسنده)، بازیگر، فیلمنامه‌نویس، و تهیه‌کننده آمریکایی (ز. ۱۸۸۹)
- ۱۵ مارس – آرتور هالی کامپتون، فیزیک‌دان آمریکایی (ز. ۱۸۹۲)
- ۱۳ آوریل – کالبرت اولسن، وکیل آمریکایی (ز. ۱۸۷۶)
- ۲۳ ژوئیه – ویکتور مور، بازیگر آمریکایی (ز. ۱۸۷۶)
- ۲۳ اوت – هوت گیبسون، تهیه‌کننده و بازیگر آمریکایی (ز. ۱۸۹۲)
- ۶ سپتامبر – هانس آیسلر، آهنگساز اتریشی (ز. ۱۸۹۸)
- ۷ نوامبر – النور روزولت، دیپلمات و نویسنده آمریکایی (ز. ۱۸۸۴)
- ۱۸ نوامبر – نیلز بور، فیزیک‌دان، بازیکن فوتبال، و شیمی‌دان دانمارکی (ز. ۱۸۸۵)
- ۲۲ نوامبر – رنه کوتی، سیاست‌مدار فرانسوی (ز. ۱۸۸۲)
- ۲۴ دسامبر – ویلهلم آکرمان، ریاضی‌دان آلمانی (ز. ۱۸۹۶)